# 当て舵
当て舵（あてかじ）とは当てとも呼ばれ、機体の動きに対し、反対方向のスティック入力を行うこと。ヘリコプター、ドローンなども含めた航空機ではホバリング時に機体を急停止させる際に行う。また船の操舵法・操船方法の一つで、船を針路変更せるとき、目的針路の直前に今まで切っていた舵の方向と反対方向に舵を切る場合や、目標よりも余計に回頭しそうなときや針路を変える時、船首に働く回転惰力を抑えるために、針路に入る直前に取る反対方向に舵を取ることも当て舵と呼ぶ。船首が曲がりすぎるのを抑えるための舵のとり方であり、手馴れた操舵手であれば、船の微妙な動きを掴んで、常時舵取ることができる。このとき舵は大きく切るのではなく、少しだけ反対に切ることで操舵調整を行っている。
走行する船舶には風、波など様々な外力が船首に働くため、一定の固定した針路で進もうとしてもそのまま一直線で進行や一定の針路で航行できるわけではない。つまり舵を一定にしていても外力の影響で針路から少しずつ外れていく。このため外力と反対方向に当て舵を取り、微調整を行っている。長期の航海ならば海流や潮の影響もあり、航行で少しずつ針路から外れていくので、この時も一気に航行コースに戻すことはせず少しずつ徐々に戻していっている。船舶に装備している自動操舵装置を使用している場合でも、外力で針路から外れたことを船首が動き出した瞬間に感知、舵を反対に操作し調整を行っている。
類似の操作にカウンターステアリング（Counter steering)があり、これは サイクリングやモーター サイクリングなどで車両運転者が目的の方向に瞬間的に反対方向にステアリング操作する、特定の方向へのターンを開始するために行う行為。   

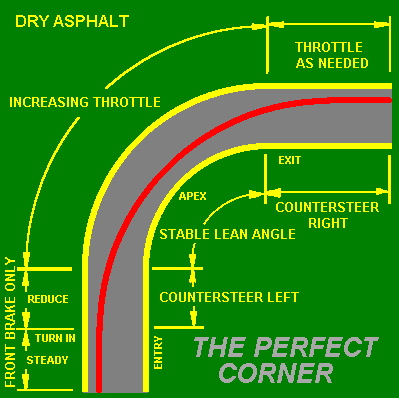
乾燥アスファルトの仮想曲線

## ノート
1. ↑  Sheldon Brown. “Countersteering”. 2012年11月9日閲覧。 “"Countersteering" refers to the momentary motion of the handlebars in the opposite direction of the desired turn.”
2. ↑   "Curriculum for driving licenses A1, A2 and A"/"Læreplan Førerkortklasse A1, A2 and A". Norwegian Public Roads Administration. (2013). p. 55
3. ↑  Leif Klyve; Henry Enoksen; Gunnar Kubberød. Full Kontroll. Norwegian Motorcycle Union. p. 15. ISBN 82-92276-00-9.  オリジナルの8 October 2008時点におけるアーカイブ。